# Rhizotrogus monticola
Rhizotrogus monticola är en skalbaggsart som beskrevs av Blanchard 1851. Rhizotrogus monticola ingår i släktet Rhizotrogus och familjen Melolonthidae. Inga underarter finns listade i Catalogue of Life.